# Rimóc
Rimóc est un village et une commune du comitat de Nógrád en Hongrie.